# Саут-Маунтин (горный хребет)
Саут-Маунтин (англ.  South Mountain) — самая северная часть Голубого хребта в горной системе Аппалачи. Находится на территории американских штатов Пенсильвания, Мэриленд и Виргиния. 

## Описание
Простирается с северо-востока на юго-запад на 65 миль (105 километров) от юга Пенсильвании до севера Виргинии. Гора Кирок в Мэриленде высотой 654 метра является самой высокой точкой. Её пересекает туристическая Аппалачская тропа. Битва за Саут-Маунтин во время Гражданской войны в США произошла около Беркитсвилла, штат Мэриленд, 14 сентября 1862 года.
От реки Потомак около Ноксвилла, Мэриленд на юге до Дилсберга, Пенсильвания в округе Йорк, Пенсильвания на севере, хребет длиной 70 миль (110 км) отделяет долины Хейгерстаун и Камберленд от регионов Пидмонт двух штатов. Аппалачская тропа проходит по гребню горы через Мэриленд и часть Пенсильвании.